# Leucanitis pia
Leucanitis pia là một loài bướm đêm trong họ Noctuidae.